# Jakob Pennrich
Jakob Pennrich (auch Jacob, in amtlichen Dokumenten Jacob Pennrich II.) (* 20. Mai 1849 in Bingen; † 8. Oktober 1911 ebenda) war ein hessischer Redakteur und Politiker (Zentrum) und Abgeordneter der 2. Kammer der Landstände des Großherzogtums Hessen.
Jakob Pennrich war der Sohn des Kaufmanns Anton Joseph Pennrich und dessen Ehefrau Isabella, geborene Holzer. Pennrich, der katholischen Glaubens war, war Redakteur in Bingen und heiratete Antonie geborene Bäu.
Von 1879 bis 1911 gehörte er der Zweiten Kammer der Landstände an. Er wurde für den Wahlbezirk Stadt Bingen gewählt. Er war 1879 der Nachfolger von Ferdinand Allmann. 1880 legte er sein Mandat nieder, wurde aber im gleichen Jahr wiedergewählt.